# Sivka-Voinîlivska, Kaluș
Sivka-Voinîlivska (în ucraineană Сівка-Войнилівська) este localitatea de reședință a comunei Sivka-Voinîlivska din raionul Kaluș, regiunea Ivano-Frankivsk, Ucraina.

## Demografie
Componența lingvistică a localității Sivka-Voinîlivska
     Ucraineană (98,47%)
     Rusă (1,53%)
Conform recensământului din 2001, majoritatea populației localității Sivka-Voinîlivska era vorbitoare de ucraineană (98,47%), existând în minoritate și vorbitori de rusă (1,53%).